# Boh
Boh (ukr. Південний Буг, Piwdennyj Buh, czyli Południowy Bug) – rzeka na Ukrainie.
Źródła Bohu znajdują się w środkowej części Podola. Początkowo płynie w kierunku południowo-wschodnim poprzez płaską zabagnioną dolinę, później przez Wyżynę Wołyńsko-Podolską krętym jarem o stromych brzegach (o wysokości do ok. 90 m) i licznych porohach. Rzeka w swym dolnym biegu przecina Nizinę Czarnomorską i uchodzi przez liman Dniepru i Bohu do Morza Czarnego.

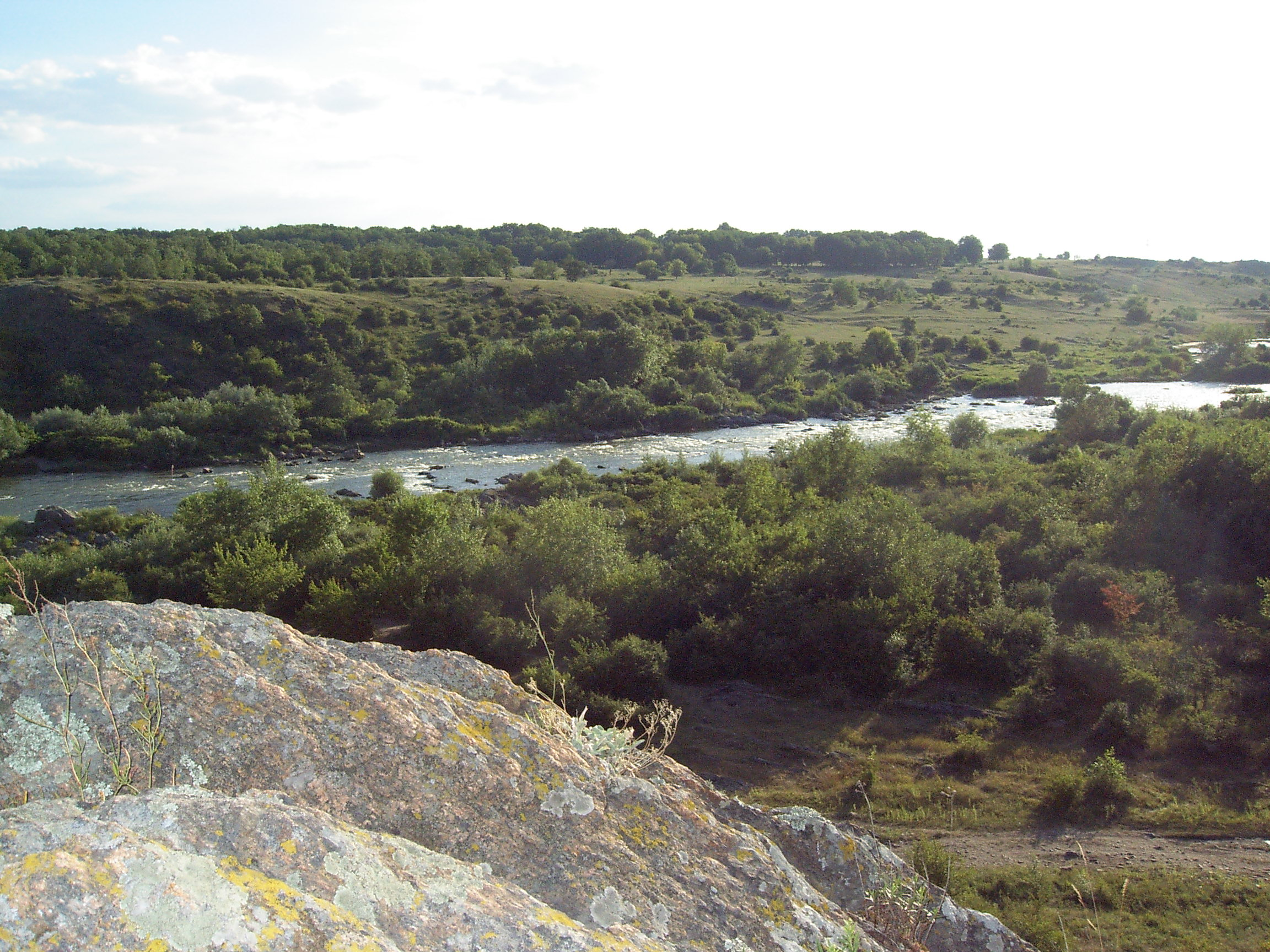
Granitowe progi rzeczne w pobliżu Pierwomajska

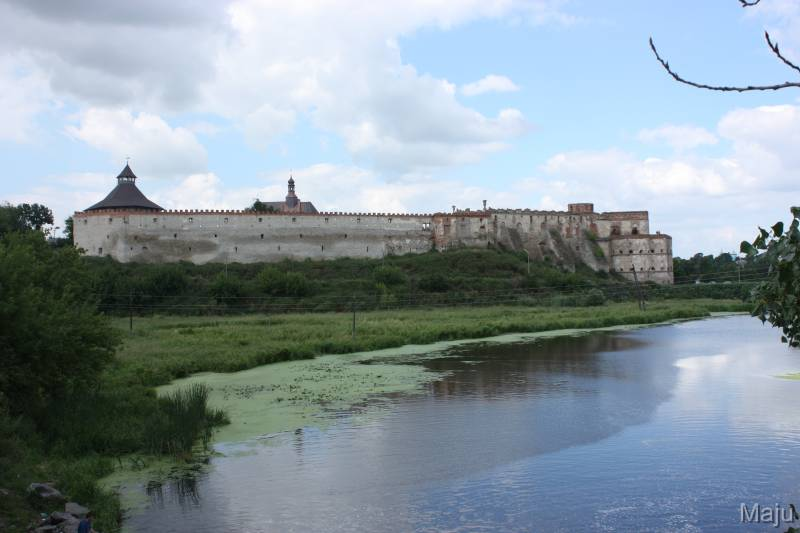
Zamek w Międzybożu fotografowany znad rzeki

Boh jest przez 2,5–3 miesiące pokryty lodem, a żeglowny na odcinku około 150 km od ujścia. Większe miasta położone nad rzeką to Chmielnicki, Chmielnik, Winnica, Mikołajów.
W starożytności Boh nazywany był Hypanis.

## Główne dopływy
- lewe
  - Bużok
  - Ikwa
  - Synycia
  - Sob
  - Siniucha
  - Mertwowid
  - Hnyłyj Jałanec
  - Inguł
- prawe
  - Rów
  - Sawrań
  - Wołk
  - Zhar
  - Dochna
  - Kodyma
  - Czyczyklija